# Andaspis arcana
Andaspis arcana är en insektsart som beskrevs av Matile-ferrero 1988. Andaspis arcana ingår i släktet Andaspis och familjen pansarsköldlöss.
Artens utbredningsområde är Saudiarabien. Inga underarter finns listade i Catalogue of Life.